# İlhan Mansız
İlhan Mansız (født 10. august 1975 i Kempten, Tyskland) er tysk-tyrkisk tidligere fodboldspiller. Hans første professionelle klub var Kusadasispor i Tyrkiet, men efter et år i klubben røg han til Samsunspor hvor han fik succes. I 87 kampe scorede han 24 mål, og efter 3 år i klubben blev han solgt for 30 millioner kroner til Besiktas. Her nåede han også at spille i tre år og han nåede at score 36 mål i 66 kampe.
Efter 3 succesrige år i Beşiktaş JK blev han solgt for 34 millioner til den japanske klub Vissel Kobe. Han blev dog frigivet efter blot 3 kampe. Hertha Berlin skrev umiddelbart efter kontrakt med ham.